# Flaminie
La Flaminie, latin Flaminia, est une région du diocèse d'Italie annonaire, Diocesis Italia annonaria, sous l'empire romain. Avec  le Picenum annonaire, il est l'une des sept provinces de ce diocèse.
La Flaminie s'étendait de Modène à l'Adriatique, et avait pour bornes à l'Ouest l’Émilie, au Nord la Vénétie, au Sud la Valérie; chef-lieu, Ravenne. Elle correspondait à la partie orientale de la légation de Bologne, aux légations de Ferrare et de Ravenne, et à une partie de celle de Forli. Elle devait son nom à la voie Flaminienne qui la traversait.

## Source
Cet article comprend des extraits du Dictionnaire Bouillet. Il est possible de supprimer cette indication, si le texte reflète le savoir actuel sur ce thème, si les sources sont citées, s'il satisfait aux exigences linguistiques actuelles et s'il ne contient pas de propos qui vont à l'encontre des règles de neutralité de Wikipédia.